# Microstonyx
Microstonyx був вимерлим родом свиневих, який існував у міоцені в Азії та Європі (Греція, Афганістан, Болгарія, Китай, Франція, Грузія, Киргизстан, Молдова, Іспанія, Туреччина, Україна).